# آدمانا (آریزونا)
ادمانا، اریزونا (به انگلیسی: Adamana, Arizona) یک شهر متروکه در ایالات متحده آمریکا است که در آریزونا واقع شده‌است.

## خصوصیات
ادمانا ۰ نفر جمعیت دارد و ۱٬۶۱۷ متر بالاتر از سطح دریا واقع شده‌است.